# Rejon rożniatowski
Rejon rożniatowski 1940–2020 (ukr. Рожнятівський район, Rożniatiwśkyj rajon) – dawny rejon w składzie obwodu iwanofrankowskiego, zlikwidowany w wyniku reformy administracyjno-terytorialnej na Ukrainie z 2020 r.
Rejon został utworzony w 1940 r., jego powierzchnia wynosiła 1300 km², a ludność liczyła 75 400 osób. Władze rejonu znajdowywały się w Rożniatowie.

## Spis miejscowości
- Babske (Бабське)
- Berłohy (Берлоги)
- Broszniów (Брошнів)
- Broszniów-Osada (Брошнів-Осада)
- Ceniawa (Цінева)
- Czerepyna (Черепина)
- Duba (Дуба)
- Dubszara (Дубшари)
- Grabów (Грабів)
- Hryńków (Гриньків)
- Iłemnia (Ілемня)
- Janówka[1] (Іванівка)
- Jasienowiec (Ясеновець)
- Jasień (Ясень)
- Kamień (Камінь)
- Kniażowskie (Князівське)
- Krasna (Красне)
- Krechowice (Креховичі)
- Krzywa (Крива)
- Kuźmieniec (Кузьминець)
- Lecówka (Лецівка)
- Lipowica (Липовиця)
- Łazy (Лази)
- Łdziany (Вербівка)
- Łopianka (Лоп'янка)
- Łowagi (Ловаги)
- Łuhy (Луги)
- Niebyłów (Небилів)
- Olchówka (Вільхівка)
- Osmołoda (Осмолода)
- Perehińsko (Перегінське)
- Petranka (Петранка)
- Pidlissia[2] (Підлісся)
- Pohar (Погар)
- Podhorylec (Погорілець)
- Podsuche (Підсухи)
- Rożniatów (Рожнятів)
- Równia (Рівня)
- Rypne (Ріпне)
- Reszniate (Рошняте)
- Słoboda Niebyłowska (Слобода-Небилівська)
- Słoboda Równiańska (Слобода-Рівнянська)
- Spas (Спас)
- Strutyn Niżny (Нижній Струтинь)
- Strutyn Wyżny (Верхній Струтинь)
- Suchodół (Суходіл)
- Swaryczów (Сваричів)
- Śliwki (Сливки)
- Topolsko (Топільське)
- Turówka (Турівка)
- Zakernyczne (Закерничне)